# 종로구의 행정 구역
종로구의 행정 구역은 87개의 법정동을 관리하는 17개의 행정동으로 구성되어 있다. 오래 전부터 서울의 중심지가 되어왔던 탓에 세부적으로 구역이 나뉘어 있어 서울특별시의 다른 구들에 비해 법정동의 수가 월등히 많은 것이 특징이다. 종로구의 면적은 23.91 km2이며, 인구는 2012년 5월 1일을 기준으로 76,702세대, 176,766명이다.

## 행정 구역
2018년 6월 30일 기준으로 면적, 인구, 세대는 다음과 같다.
| \| 행정동 \| 한자 \| 면적 \| 세대 \| 인구 \| \| --------------- \| --------------- \| ----- \| ------ \| ------- \| \| 청운효자동 \| 淸雲孝子洞 \| 2.57 \| 5,422 \| 13,467 \| \| 사직동 \| 社稷洞 \| 1.23 \| 4,471 \| 9,722 \| \| 삼청동 \| 三淸洞 \| 1.49 \| 1,415 \| 3,067 \| \| 부암동 \| 付岩洞 \| 2.27 \| 4,279 \| 10,540 \| \| 평창동 \| 平倉洞 \| 8.87 \| 7,599 \| 19,154 \| \| 무악동 \| 毋岳洞 \| 0.36 \| 3,018 \| 8,282 \| \| 교남동 \| 橋南洞 \| 0.359 \| 4,506 \| 10,748 \| \| 가회동 \| 嘉會洞 \| 0.54 \| 2,074 \| 4,608 \| \| 종로1·2·3·4가동 \| 鍾路1·2·3·4街洞 \| 2.35 \| 5,329 \| 8,485 \| \| 종로5·6가동 \| 鍾路5·6街洞 \| 0.60 \| 3,168 \| 5,615 \| \| 이화동 \| 梨花洞 \| 0.78 \| 4,487 \| 8,667 \| \| 혜화동 \| 惠化洞 \| 1.11 \| 9,090 \| 20,354 \| \| 창신제1동 \| 昌信第1洞 \| 0.31 \| 3,022 \| 6,259 \| \| 창신제2동 \| 昌信第2洞 \| 0.26 \| 4,228 \| 10,213 \| \| 창신제3동 \| 昌信第3洞 \| 0.233 \| 2,878 \| 7,476 \| \| 숭인제1동 \| 崇仁第1洞 \| 0.237 \| 3,006 \| 6,824 \| \| 숭인제2동 \| 崇仁第2洞 \| 0.351 \| 5,663 \| 10,088 \| \| 종로구 \| 鐘路區 \| 23.91 \| 73,655 \| 163,569 \| |                 |       |        |         |
| 행정동 | 한자            | 면적  | 세대   | 인구    |
| 청운효자동 | 淸雲孝子洞      | 2.57  | 5,422  | 13,467  |
| 사직동 | 社稷洞          | 1.23  | 4,471  | 9,722   |
| 삼청동 | 三淸洞          | 1.49  | 1,415  | 3,067   |
| 부암동 | 付岩洞          | 2.27  | 4,279  | 10,540  |
| 평창동 | 平倉洞          | 8.87  | 7,599  | 19,154  |
| 무악동 | 毋岳洞          | 0.36  | 3,018  | 8,282   |
| 교남동 | 橋南洞          | 0.359 | 4,506  | 10,748  |
| 가회동 | 嘉會洞          | 0.54  | 2,074  | 4,608   |
| 종로1·2·3·4가동 | 鍾路1·2·3·4街洞 | 2.35  | 5,329  | 8,485   |
| 종로5·6가동 | 鍾路5·6街洞     | 0.60  | 3,168  | 5,615   |
| 이화동 | 梨花洞          | 0.78  | 4,487  | 8,667   |
| 혜화동 | 惠化洞          | 1.11  | 9,090  | 20,354  |
| 창신제1동 | 昌信第1洞       | 0.31  | 3,022  | 6,259   |
| 창신제2동 | 昌信第2洞       | 0.26  | 4,228  | 10,213  |
| 창신제3동 | 昌信第3洞       | 0.233 | 2,878  | 7,476   |
| 숭인제1동 | 崇仁第1洞       | 0.237 | 3,006  | 6,824   |
| 숭인제2동 | 崇仁第2洞       | 0.351 | 5,663  | 10,088  |
| 종로구 | 鐘路區          | 23.91 | 73,655 | 163,569 |

## 법정동

서울 종로구의 법정동

| 행정동          | 법정동               | 설명 |
| --------------- | -------------------- | --- |
| 청운효자동      | 청운동(淸雲洞)       | 청운동은 이곳에 원래 있던 청풍계(淸風溪)와 백운동(白雲洞)에서 한 글자씩 따온 데서 유래된다. 청운정은 1943년 6월 신설된 종로구에 배속, 1946년 10월 1일 청운동. |
| 청운효자동      | 신교동(新橋洞)       | 신교정은 1943년 6월 신설된 종로구에 배속, 1946년 10월 1일 신교동. |
| 청운효자동      | 궁정동(宮井洞)       | 궁정정은 1943년 6월 신설된 종로구에 배속, 1946년 10월 1일 궁정동. |
| 청운효자동      | 효자동(孝子洞)       | 이곳에 임천 조씨(林川趙氏)의 쌍효자가 나서 유명하였기 때문에 쌍효잣골, 효잣골로 불러온 데에서 자연부락 효곡(孝谷)이라 불리었다. 1914년 더운 우물골 혹은 온정동(溫井洞), 동곡(東谷) 혹은 동골, 육상궁동 혹은 육상굴, 장동(壯洞) 혹은 창의동(彰義洞) 혹은 장의동(壯義洞), 흰갯골 혹은 백구동(白拘洞)을 합쳐 효자동이라 하였다. 궁정정은 1943년 6월 신설된 종로구에 배속, 1946년 10월 1일 궁정동.                                                                 |
| 청운효자동      | 창성동(昌成洞)       | 창성정은 1943년 6월 신설된 종로구에 배속, 1946년 10월 1일 창성동. |
| 청운효자동      | 통인동(通仁洞)       | 통인정은 1943년 6월 신설된 종로구에 배속, 1946년 10월 1일 통인동. |
| 청운효자동      | 누상동(樓上洞)       | 누상동은 1914년 경성부의 동명을 새로 제정 실시함에 따라 누각동(樓閣洞)의 위치한 북부 순화방의 누각동의 일부를 누상동이라 하였다. 누상정은 1943년 6월 신설된 종로구에 배속, 1946년 10월 1일 누상동. |
| 청운효자동      | 누하동(樓下洞)       | 누하동은 남척동(南隻洞), 송목동(松木洞), 장성동(長成洞), 오거리(五巨里), 유목동(柳木洞), 누각동 일부를 합쳐 누각동 아랫쪽에 있으므로 동명이 유래되었다. 누하정은 1943년 6월 신설된 종로구에 배속, 1946년 10월 1일 누하동. |
| 청운효자동      | 옥인동(玉仁洞)       | 옥인정은 1943년 6월 신설된 종로구에 배속, 1946년 10월 1일 옥인동. |
| 청운효자동      | 세종로               | ↓ 참고 |
| 사직동          | 사직동(社稷洞)       | 사직정은 1943년 6월 신설된 종로구에 배속, 1946년 10월 1일 사직동. |
| 사직동          | 체부동(體府洞)       | 체부정은 1943년 6월 신설된 종로구에 배속, 1946년 10월 1일 체부동. |
| 사직동          | 필운동(弼雲洞)       | 필운정은 1943년 6월 신설된 종로구에 배속, 1946년 10월 1일 필운동. |
| 사직동          | 내자동(內資洞)       | 내자정은 1943년 6월 신설된 종로구에 배속, 1946년 10월 1일 내자동. |
| 사직동          | 통의동(通義洞)       | 통의정은 1943년 6월 신설된 종로구에 배속, 1946년 10월 1일 통의동. |
| 사직동          | 적선동(積善洞)       | 북쪽으로는 통의동, 동쪽은 세종로, 남쪽으로는 도렴동, 서쪽으로는 내자동과 접하고 있다. 적선정은 1943년 6월 신설된 종로구에 배속, 1946년 10월 1일 적선동. |
| 사직동          | 도렴동(都染洞)       | 도렴정은 1943년 6월 신설된 종로구에 배속, 1946년 10월 1일 도렴동. |
| 사직동          | 당주동(唐珠洞)       | 당주정은 1943년 6월 신설된 종로구에 배속, 1946년 10월 1일 당주동. |
| 사직동          | 내수동(內需洞)       | 내수정은 1943년 6월 신설된 종로구에 배속, 1946년 10월 1일 내수동. |
| 사직동          | 신문로1가(新門路1街) | 서대문정1정목, 2정목은 1943년 6월 신설된 종로구에 배속, 1946년 10월 1일 신문로1가, 2가로 이름이 바뀌었다. |
| 사직동          | 신문로2가(新門路2街) | 서대문정1정목, 2정목은 1943년 6월 신설된 종로구에 배속, 1946년 10월 1일 신문로1가, 2가로 이름이 바뀌었다. |
| 사직동          | 세종로               | ↓ 참고 |
| 삼청동          | 삼청동(三淸洞)       | |
| 삼청동          | 팔판동(八判洞)       | |
| 삼청동          | 안국동(安國洞)       | |
| 삼청동          | 소격동(昭格洞)       | |
| 삼청동          | 화동(花洞)           | |
| 삼청동          | 사간동(司諫洞)       | |
| 삼청동          | 송현동(松峴洞)       | |
| 부암동          | 부암동(付岩洞)       | 북쪽으로는 신영동과 홍지동에 접해있으며, 동쪽으로는 삼청동, 남쪽은 청운동과 옥인동, 그리고 서쪽으로는 홍제동과 접하고 있다. 행정동 부암동의 2001년 현재 면적은 2.27km2, 인구 1만 3300명이다. |
| 부암동          | 홍지동(弘智洞)       | 홍지정은 1943년 6월 신설된 서대문구에 속하였고, 1946년 10월 1일 홍지동. 1975년 10월 1일 종로구 관할. |
| 부암동          | 신영동(新營洞)       | 북쪽은 구기동, 동쪽은 평창동과 접해있고, 남쪽으로는 부암동, 서쪽으로는 홍지동과 접해있다. |
| 평창동          | 평창동(平倉洞)       | 1949년 8월 13일 서대문구 (은평출장소에서 관할)에 편입. 1975년 10월 1일 종로구 관할. |
| 평창동          | 구기동(舊基洞)       | 북쪽으로는 진관동, 동쪽으로는 평창동, 남쪽으로는 신영동과 홍지동, 서쪽으로는 홍은동과 불광동과 접해 있다. |
| 무악동          | 무악동(毋岳洞)       | 현저정은 1943년 6월 신설된 서대문구에 속하였고, 1946년 10월 1일 현저동. 1975년 10월 1일 종로구 관할. |
| 교남동          | 교남동(橋南洞)       | 교남정은 1943년 6월 신설된 서대문구에 속하였고, 1946년 10월 1일 교남동. 1975년 10월 1일 종로구 관할. |
| 교남동          | 평동(平洞)           | 평동정은 1943년 6월 신설된 서대문구에 속하였고, 1946년 10월 1일 평동.1975년 10월 1일 종로구 관할. |
| 교남동          | 송월동(松月洞)       | 송월정은 1943년 6월 신설된 서대문구에 속하였고, 1946년 10월 1일 송월동.1975년 10월 1일 종로구 관할. |
| 교남동          | 홍파동(紅把洞)       | 홍파정은 1943년 6월 신설된 서대문구에 속하였고, 1946년 10월 1일 홍파동.1975년 10월 1일 종로구 관할. |
| 교남동          | 교북동(橋北洞)       | 교북정은 1943년 6월 신설된 서대문구에 속하였고, 1946년 10월 1일 교북동.1975년 10월 1일 종로구 관할. |
| 교남동          | 행촌동(杏村洞)       | 은행정(銀杏町)은 1943년 6월 신설된 서대문구에 속하였고, 1946년 10월 1일 행촌동. 1975년 10월 1일 종로구 관할. |
| 가회동          | 가회동(嘉會洞)       | 가회정은 1943년 6월 신설된 종로구에 배속, 1946년 10월 1일 가회동. |
| 가회동          | 재동(齋洞)           | 재동정은 1943년 6월 신설된 종로구에 배속, 1946년 10월 1일 재동. |
| 가회동          | 계동(桂洞)           | 계동정은 1943년 6월 신설된 종로구에 배속, 1946년 10월 1일 계동. |
| 가회동          | 원서동(苑西洞)       | 원서정은 1943년 6월 신설된 종로구에 배속, 1946년 10월 1일 원서동. |
| 종로1·2·3·4가동 | 세종로(世宗路)       | |
| 종로1·2·3·4가동 | 청진동(淸進洞)       | 청진정은 1943년 6월 신설된 종로구에 배속, 1946년 10월 1일 청진동. |
| 종로1·2·3·4가동 | 서린동(瑞麟洞)       | 서린정은 1943년 6월 신설된 종로구에 배속, 1946년 10월 1일 서린동. |
| 종로1·2·3·4가동 | 수송동(壽松洞)       | 수송정은 1943년 6월 신설된 종로구에 배속, 1946년 10월 1일 수송동. |
| 종로1·2·3·4가동 | 중학동(中學洞)       | 중학정은 1943년 6월 신설된 종로구에 배속, 1946년 10월 1일 중학동. |
| 종로1·2·3·4가동 | 공평동(公平洞)       | 공평정은 1943년 6월 신설된 종로구에 배속, 1946년 10월 1일 공평동. |
| 종로1·2·3·4가동 | 관훈동(寬勳洞)       | 관훈정은 1943년 6월 신설된 종로구에 배속, 1946년 10월 1일 관훈동. |
| 종로1·2·3·4가동 | 견지동(堅志洞)       | 견지정은 1943년 6월 신설된 종로구에 배속, 1946년 10월 1일 견지동. |
| 종로1·2·3·4가동 | 와룡동(臥龍洞)       | 와룡정은 1943년 6월 신설된 종로구에 배속, 1946년 10월 1일 와룡동. |
| 종로1·2·3·4가동 | 권농동(勸農洞)       | 권농정은 1943년 6월 신설된 종로구에 배속, 1946년 10월 1일 권농동. |
| 종로1·2·3·4가동 | 운니동(雲泥洞)       | 운니정은 1943년 6월 신설된 종로구에 배속, 1946년 10월 1일 운니동. |
| 종로1·2·3·4가동 | 익선동(益善洞)       | |
| 종로1·2·3·4가동 | 경운동(慶雲洞)       | |
| 종로1·2·3·4가동 | 관철동(貫鐵洞)       | |
| 종로1·2·3·4가동 | 인사동(仁寺洞)       | 인사동의 주요 거리는 조선시대에 형성된 길이 0.7km의, 너비 12m의 인사동길이 있으며, 서울의 주요 도심로와 연결돼 있고, 청계천, 경복궁 등 주요 관광명소와도 가깝다. 인사정은 1943년 6월 신설된 종로구에 배속, 1946년 10월 1일 인사동. |
| 종로1·2·3·4가동 | 낙원동(樂園洞)       | 낙원동(樂園洞)은 1914년 4월 1일 동명 제정에 따라 이전 중부 경행방 교동, 탑동, 어의동, 주동의 각 일부와 정선방의 한동과 관인방의 원동의 일부를 병합하여 시내 중앙의 낙원지라 할 만한 탑골공원이 있으므로 낙원동이라는 동명이 새로 생겨났다. |
| 종로1·2·3·4가동 | 훈정동(薰井洞)       | 훈정정은 1943년 6월 신설된 종로구에 배속, 1946년 10월 1일 훈정동. |
| 종로1·2·3·4가동 | 묘동(廟洞)           | 수은정(授恩町)은 1943년 6월 신설된 종로구에 배속, 1946년 10월 1일 묘동. |
| 종로1·2·3·4가동 | 봉익동(鳳翼洞)       | 봉익정은 1943년 6월 신설된 종로구에 배속, 1946년 10월 1일 봉익동. |
| 종로1·2·3·4가동 | 돈의동(敦義洞)       | 돈의정은 1943년 6월 신설된 종로구에 배속, 1946년 10월 1일 돈의동. |
| 종로1·2·3·4가동 | 장사동(長沙洞)       | 장사정은 1943년 6월 신설된 종로구에 배속, 1946년 10월 1일 장사동. |
| 종로1·2·3·4가동 | 관수동(觀水洞)       | 관수정은 1943년 6월 신설된 종로구에 배속, 1946년 10월 1일 관수동. |
| 종로1·2·3·4가동 | 인의동(仁義洞)       | 1914년 행정구역 통폐합에 따라 후정동일부(後井洞一部) · 연지동일부(蓮池洞一部) · 등자동(登子洞) · 신기동(新基洞) · 비석동(碑石洞) · 가정동(嘉井洞)은 인의동(仁義洞)이 되었다. 인의정은 1943년 6월 신설된 종로구에 배속, 1946년 10월 1일 인의동. |
| 종로1·2·3·4가동 | 예지동(禮智洞)       | 1914년 행정구역 통폐합에 따라 중학동(中學洞, 혹은 중부동中部洞) · 효교일부(孝橋一部) · 산간동(山間洞, 혹은 전간동(田間洞) · 하피마동일부(下避馬洞一部) · 상천변동(上川邊洞) · 이현일부(梨峴一部) · 옥방동(玉房洞) · 칠방동(漆房洞) · 석수방동(石手房洞) 등의 각 일부를 통합하여 예지동이 되었으며, 1936년 4월 동명이 일본식 지명인 예지정(禮智町)으로 바뀌었다. 1943년 4월 구제(區制) 실시로 종로구 예지정이 되었다가 1946년 10월 9일 예지동(禮智洞)이 되었다. |
| 종로1·2·3·4가동 | 원남동(苑南洞)       | 1914년 행정구역 통폐합에 따라 함춘동일부(含春洞一部)·호동(壺洞)· 연지동일부(蓮池洞一部) · 순라동일부(巡邏洞一部) · 상사동(想思洞) · 감정동(甘井洞) · 승문동(承文洞) · 신민동(新民洞) · 마정동(麻井洞)은 원남동(苑南洞)이 되었다. 원남정은 1943년 6월 신설된 종로구에 배속, 1946년 10월 1일 원남동. |
| 종로1·2·3·4가동 | 종로1가(鍾路1街)     | 종로1정목(鍾路一丁目)~ 종로6정목은 1943년 6월 신설된 종로구에 배속, 1946년 10월 1일 종로1가~6가로 이름이 바뀌었다. |
| 종로1·2·3·4가동 | 종로2가(鍾路2街)     | 종로1정목(鍾路一丁目)~ 종로6정목은 1943년 6월 신설된 종로구에 배속, 1946년 10월 1일 종로1가~6가로 이름이 바뀌었다. |
| 종로1·2·3·4가동 | 종로3가(鍾路3街)     | 종로1정목(鍾路一丁目)~ 종로6정목은 1943년 6월 신설된 종로구에 배속, 1946년 10월 1일 종로1가~6가로 이름이 바뀌었다. |
| 종로1·2·3·4가동 | 종로4가(鍾路4街)     | 1914년 행정구역 통폐합에 따라 하피마동일부(下避馬洞一部)·묘동(廟洞)·후정동일부(後井洞一部) · 이현일부(梨峴一部) · 효교일부(孝橋一部) · 이교동일부(二橋洞一部)는 종로사정목(鍾路四丁目)이 되었다. |
| 종로5·6가동     | 종로5가(鍾路5街)     | 1914년 행정구역 통폐합에 따라 이교동일부(二橋洞一部) · 연지동일부(蓮池洞一部) · 어의동(於義洞) · 하대정동(下大井洞) · 하천변동(下川邊洞) · 상대정동(上大井洞)은 종로오정목(鍾路五丁目)이 되었다. |
| 종로5·6가동     | 종로6가(鍾路6街)     | 1914년 행정구역 통폐합에 따라 간교동일부(杆橋洞一部) · 양사동(養士洞) · 동학동(東學洞) · 도촌(島村)은 종로육정목(鍾路六丁目)이 되었다. |
| 종로5·6가동     | 연지동(蓮池洞)       | 1914년 행정구역 통폐합에 따라 냉정동(冷井洞) · 연지동일부(蓮池洞一部)는 연지동(蓮池洞)이 되었다. 연지정은 1943년 6월 신설된 종로구에 배속, 1946년 10월 1일 연지동. |
| 종로5·6가동     | 효제동(孝悌洞)       | 효제정은 1943년 6월 신설된 종로구에 배속, 1946년 10월 1일 효제동. |
| 종로5·6가동     | 충신동(忠信洞)       | 1914년 행정구역 통폐합에 따라 경기동(經基洞) · 장원동(長垣洞) · 간교동일부(杆橋洞一部) · 신교동일부(新橋洞一部)은 충신동(忠信洞)이 되었다. 충신정은 1943년 6월 신설된 종로구에 배속, 1946년 10월 1일 충신동. |
| 이화동          | 이화동(梨花洞)       | 이화정은 1943년 6월 신설된 종로구에 배속, 1946년 10월 1일 이화동. |
| 이화동          | 연건동(蓮建洞)       | 1914년 행정구역 통폐합에 따라 과동(果洞) · 함춘동일부(含春洞一部) · 장동(墻洞) · 남미탑동(南彌塔洞) · 신교동일부(新橋洞一部) · 독갑현(獨甲峴) · 반송정동(盤松井洞)은 연건동(蓮建洞)이 되었다. 연건정은 1943년 6월 신설된 종로구에 배속, 1946년 10월 1일 연건동. |
| 이화동          | 동숭동(東崇洞)       | 동숭정은 1943년 6월 신설된 종로구에 배속, 1946년 10월 1일 동숭동. |
| 혜화동          | 혜화동(惠化洞)       | 혜화정은 1943년 6월 신설된 종로구에 배속, 1946년 10월 1일 혜화동. |
| 혜화동          | 명륜1가(明倫1街)     | 1914년 행정구역 통폐합에 따라 송동일부(宋洞一部) · 흥덕동일부(興德洞一部) · 피마동일부(避馬洞一部) · 식당동(食堂洞) · 수지동(水之洞) · 도덕동(道德洞) · 포동(浦洞) · 상정동(上井洞)은 숭일동(崇一洞)이 되었다. 명륜정은 1943년 6월 신설된 종로구에 배속, 1946년 10월 1일 명륜동. |
| 혜화동          | 명륜2가(明倫2街)     | 1914년 행정구역 통폐합에 따라 송동일부(宋洞一部) · 상토교동일부(上土橋洞一部) · 광례교동일부(廣禮橋洞一部) · 궁내정동(宮內井洞) · 사현동(四賢洞) · 피마동일부(避馬洞一部) · 선문동(旋門洞) · 산천동(山川洞) · 흥덕동일부(興德洞一部) · 궁내동(宮內洞) · 박정동(朴井洞) · 관기교동은 숭이동(崇二洞)이 되었다. |
| 혜화동          | 명륜3가(明倫3街)     | 1914년 행정구역 통폐합에 따라 양현동(養賢洞) · 서반동(西伴洞) · 제옥동(濟玉洞) · 홍문동(紅門洞) · 영동(營洞) · 이문동(里門洞)은 숭삼동(崇三洞)이 되었다. |
| 혜화동          | 명륜4가(明倫4街)     | 1914년 행정구역 통폐합에 따라 한정동(寒井洞) · 광례교동일부(廣禮橋洞一部) · 사악교(思樂橋) · 전석현은 숭사동(崇四洞)이 되었다. |
| 창신제1동       | 창신동(昌信洞)       | 창신정은 1943년 6월 신설된 동대문구에 속하였고, 1946년 10월 1일 창신동. 1975년 10월 1일 종로구 관할. |
| 창신제2동       | 창신동(昌信洞)       | 창신정은 1943년 6월 신설된 동대문구에 속하였고, 1946년 10월 1일 창신동. 1975년 10월 1일 종로구 관할. |
| 창신제3동       | 창신동(昌信洞)       | 창신정은 1943년 6월 신설된 동대문구에 속하였고, 1946년 10월 1일 창신동. 1975년 10월 1일 종로구 관할. |
| 숭인제1동       | 숭인동(崇仁洞)       | 숭인정은 1943년 6월 신설된 동대문구에 속하였고, 1946년 10월 1일 숭인동. 1975년 10월 1일 종로구 관할. |
| 숭인제2동       | 숭인동(崇仁洞)       | 숭인정은 1943년 6월 신설된 동대문구에 속하였고, 1946년 10월 1일 숭인동. 1975년 10월 1일 종로구 관할. |

## 연혁

1940년 전후 종로3가쪽에서 본 2가 모습.

- 1943년 6월 10일 경기도 경성부 종로구를 설치하였다.[6]
  - 관할 구역: 청운정, 신교정, 궁정정, 효자정, 창성정, 통인정, 누상정, 누하정, 옥인정, 사직정, 체부정, 필운정, 내자정, 통의정, 적선정, 당주정, 도렴정, 내수정, 서대문정1정목, 서대문정 2정목, 광화문통,관철정,종로1정목,종로2정목,종로3정목,종로4정목,종로5정목,종로6정목,혜화정,
- 1946년 10월 1일 기존의 ~정(町)의 행정구역을 ~동(洞)으로 일괄 변경하였다.[2]
- 1947년 동회 제도 실시

종로1가+서린=종로1가서린동회, 종로2가+관철=종로2가관철동회, 익선+경운=익선경운동회, 옥인+통인=옥인동통인동회,
- 1949년 서울시→서울특별시 개칭, 경무동회→궁정동회 개칭, 익선경운동회→익선, 경운동회, 종로1가서린동회→종로1가, 서린동회, 옥인통인동회→옥인, 통인동회, 서린동회 종로2가관철동회→종로2가, 관철동회 분리.
- 1950년 경무대동회→경무동회 개칭, 종로1가+서린+청진=광교동회, 종로2가+관철=종각동회, 종로3가+관수+장사=비파동회, 종로4가+예지+인의=이현동회, 종로1가+서린=종로1가서린동회,
- 1955년 행정동 실시

연지동회+원남동회=통내동, 내자동회+필운동회+체부동회=체부동, 연건동회+효제동회=대학동, 옥인동회+통인동회=인왕동, 세종로1번지+청운동회+궁정동회+신교동회=자하동, 세종로+당주동회+도염동회=중앙동, 누상동회+누하동회=누각동, 창성동회+효자동회=청송동, 통의동회+적선동회=백송동, 필운동회+체부동회=매동, 내수동회+내자동회=종교동, 신문로1가+2가=신문동, 익선동회+경운동회=운현동, 권농동회+운니동회+와룡동회=돈화문동, 사간동회+송현동회+중학동회+수송동회=수진동, 안국동회+소격동회+화동회=별궁동, 팔판동회+삼청동회=태화동, 낙원동회+돈의동회=탑동, 견지동회+관훈동회=전훈동, 공평동회+인사동회=대사동, 동숭동회+이화동회=낙산동, 삼청동35번지+가회동회+재동회=백록동, 연건동회+효제동회=대학동, 동대문구 창신4동→3동 합속
| 서울특별시조례 제66호                                                                    |                                                                                              |
| 구 행정구역                                                                              | 신 행정구역                                                                                  |
| 연지동 원남동                                                                            | 통내동                                                                                       |
| 내자동 필운동 체부동일부                                                                 | 체부동                                                                                       |
| 연건동 효제동                                                                            | 대학동                                                                                       |
| 옥인동 통인동                                                                            | 인왕동                                                                                       |
| 청운동 궁정동 신교동 세종로 1번지                                                        | 자하동                                                                                       |
| 세종로 도렴동 당주동                                                                     | 중앙동                                                                                       |
| 누상동 누하동                                                                            | 누각동                                                                                       |
| 창성동 효자동                                                                            | 청송동                                                                                       |
| 통의동 적선동                                                                            | 백송동                                                                                       |
| 필운동 체부동일부                                                                        | 매동                                                                                         |
| 내수동 내자동                                                                            | 종교동                                                                                       |
| 신문로1가 신문로2가                                                                      | 신문동                                                                                       |
| 익선동 경운동                                                                            | 운현동                                                                                       |
| 권농동 운니동 와룡동                                                                     | 돈화문동                                                                                     |
| 사간동 중학동 수송동 송현동                                                              | 수진동                                                                                       |
| 안국동 소격동 화동                                                                       | 별궁동                                                                                       |
| 팔판동 삼청동                                                                            | 태화동                                                                                       |
| 낙원동 통의동                                                                            | 탑동                                                                                         |
| 견지동 관훈동                                                                            | 전훈동                                                                                       |
| 공평동 인사동                                                                            | 대사동                                                                                       |
| 동숭동 이화동                                                                            | 낙산동                                                                                       |
| 가회동 재동 삼청동 35번지                                                                | 백록동                                                                                       |
| 원서동 계동 이현동 종로5가 종로6가 충신동 명륜동1가 명륜동2가 명륜동3가 명륜동4가 혜화동 | 원서동 계동 이현동 종로5가동 종로6가동 충신동 명륜1가동 명륜2가동 명륜3가동 명륜4가동 혜화동 |
- 1970년 원서동→계동, 이현, 통내동→종로4가동, 대학동 관할 효제동→종로5가 합속, 백록동→가회동, 누각동→누상누하동, 신문동→신문로동, 인왕동→옥인동, 구평동→평창동, 태화동→삼청동, 중앙동→세종로(세종로, 내수동, 도염동, 당주동), 자하동→청운동 개칭, 낙산동→동숭, 이화동(대학동 관할 연건동 내속) 분동, 수진동 관할 사간동+송현동+별궁동=안국동, 수진동 관할 중학동+수송동+광교동=청진동, 청송+백송=효자동, 태화=별궁=안국동, 탑동 관할 낙원+종각+대사+전훈=낙원동, 비파+대묘+탑동 관할 돈의동=종로3가동, 돈화문+운현=권농동, 혜화, 명륜1가→명륜2,4가동 합속, 삼청동35번지+가회+재=백록동, 명륜1가동→혜화동 예속, 명륜2가+4가=명륜2,4가동
- 1975년 10월 1일 서대문구 중 평창동 등과 동대문구 중 창신동 등이 종로구로 편입되었다.[3]

| 개편 전 | 개편 후                                                                                                   |
| --- | --- |
| 서대문구 평창동, 구기동, 부암동, 홍지동, 신영동, 행촌동, 송월동, 홍파동, 평동, 교남동, 교북동, 현저동일부, 충정로1가일부 | 종로구 평창동, 구기동, 부암동, 홍지동, 신영동, 행촌동, 송월동, 홍파동, 평동, 교남동, 교북동, 무악동, 평동 |
| 동대문구 창신동, 숭인동과 신설동 일부                                                                                    | 종로구 창신동, 숭인동                                                                                     |
- 1975년 명륜2,4가동→혜화동, 계동→가회동(삼청동 35번지→삼청동 이속) 예속, 동대문구 창신, 숭인동(신설동 일부, 서대문구 현저동 일부 내속), 서대문구 부암동(홍지동, 신영동 내속), 평창동(구기동 내속), 교남동(교북동, 송월동, 평동, 행촌동, 홍파동 내속), 무악동 내속, 매동+종교동=체부동, 청진동+낙원동 관할 공평동, 관훈동, 견지동=종로1가동, 낙원동 관할 관철동, 인사동, 낙원동, 권농동 관할 운니동, 와룡동, 익선동, 경운동, 권농동→종로2가동 합속, 종로5가+6가=종로5,6가동, 통인동→효자동, 신문로동→세종로동, 체부동→사직동, 안국동→삼청동, 명륜2.4가동→혜화동 합속, 숭인동→1, 2동 분동
- 1977년 효자동(누상동 내속) 관할 통의동, 적선동→사직동, 동숭동→이화동 예속. 종로1가+2가=1,2가동, 종로4가+5,6가=종로4,5,6가동
- 1980년 7월 1일 종로3가+종로4,5,6가→종로3,4가동, 5,6가동(충신동 합속)

. (21행정동)
- 1980년 명륜3가동 관할 와룡동 1번지→종로1,2가동 관할 와룡동 합속
- 1998년 12월 1일 세종로동을 사직동에, 종로1·2가동과 종로3·4가동을 종로1·2·3·4가동으로 합동하였다.[8] (19행정동)
- 2008년 사직동 관할 세종로 일부→종로1,2,3,4가동 합속
- 2008년 11월 1일 청운동과 효자동을 청운효자동으로 합동하였다.[9] (18행정동)
- 2012년 8월 1일 명륜3가동과 혜화동을 혜화동으로 합동하고 종로1,2,3,4동 관할 와룡동 일부를 이에 합속.[10] (17행정동)